# Prințul Vasili Alexandrovici al Rusiei
Prințul Vasili Alexandrovici al Rusiei (7 iulie 1907 – 23 iunie 1989) a fost membru al familiei imperiale a Rusiei. Fiu al Marele Duce Alexandru Mihailovici al Rusiei și al Marii Ducese Xenia Alexandrovna a Rusiei. De asemenea, a fost nepot al împăratului Nicolae al II-lea al Rusiei.

## Biografie
Prințul Vasili Alexandrovici Romanov s-a născut la Palatul Gatchina la 7 iulie 1907. A fost al șaselea fiu și cel mai mic copil din cei șapte ai Marelui Duce Alexandru Mihailovici al Rusiei și a Marii Ducese Xenia Alexandrovna a Rusiei. Deși a fost nepot al împăratului Alexandru al III-lea, prin mama sa, el nu a purtat titlu de Mare Duce al Rusiei deoarece era doar strănepot al împăratului Nicolae I pe line masculină prin tatăl său. A fost un copil bolnăvicios și la naștere au existat îndoieli dacă va supravieți până la botez.

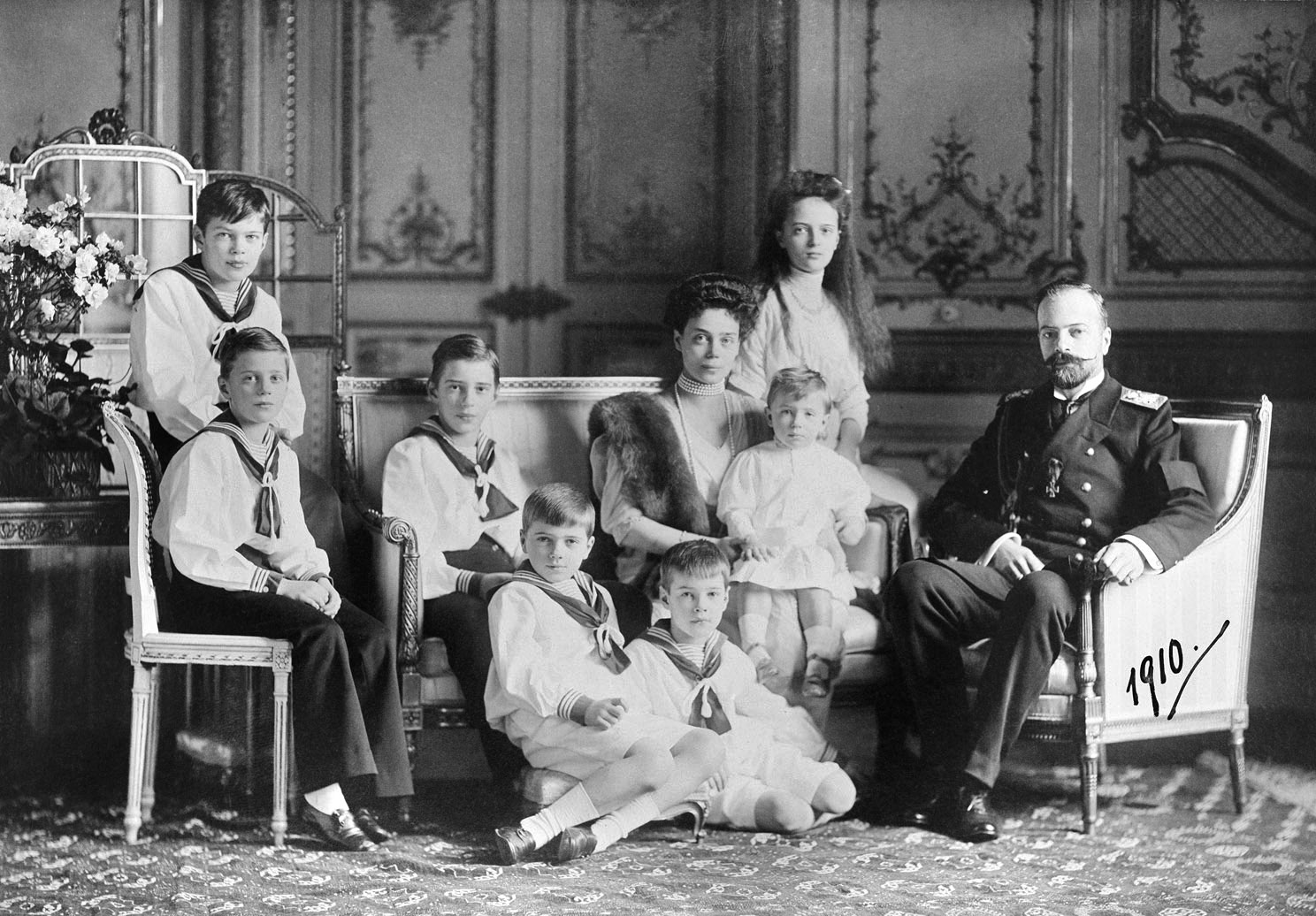
Peințul Vasili (în brațele mamei sale) împreună cu părinții și frații săi.

La scurtă vreme după nașterea sa, părinții au început să trăiască vieți separate. Prințul Vasili și-a petrecut copilăria în Rusia Imperială în timpul domniei unchilui său, Țarul Nicolae al II-lea. După căderea monarhiei ruse în februarie 1917, Vasili, atunci în vârstă de zace ani, era în vacanță la Ai-Todor, moșia tatălui său din Crimeea. La sfârșitul lui martie, ambii părinți, toți frații săi și împărăteasa bunică Maria Feodorovna erau de asemenea în Crimeea.
După Revoluția rusă, când bolșevicii au preluat puterea în octombrie 1917, Prințul Vasili împreună cu părinții, frații și bunica au fost plasați sub arest la domiciliu. La 11 martie 1918 ei au fost transferați alături de alți Romanovi la Dulber, moșia Marelui Duce Petru Nikolaevici în Crimeea. A scăpat de soarta crudă împărășită de unii dintre verii săi Romanov, care au fost uciși de către bolșevicii, când a fost eliberat de către trupele germane în 1918. A părăsit Rusia la 11 aprilie 1919, la vârsta de 11 ani, la bordul navei britanice "HMS Marlborough", care i-a transportat în Malta. După nouă luni s-a stabilit în Anglia.

### Exilul
În timpul primilor ani în exil, Prințul Vasili a trăit în Anglia cu mama sa. La sfârșitul anilor 1920, el a emigrat în Statele Unite unde și-a petrecut restul vieții. Vasili și-a câștigat traiul lucrând ca băiat de cabină, lucrător pe șantier naval, broker, vinificator și fermier de pui în nordul Californiei.
Prințul Vasili s-a căsătorit la New York City la 31 iulie 1931 cu Prințesa Natalia Golitsina (26 octombrie 1907, Moscova – 28 martie 1989, Woodside) pe care a cunoscut-o în SUA. Natalia era o verișoară îndepărtată a soției fratelui său, Prințul Rostislav. Sora ei, Prințesa Olga Golitsina, s-a căsătorit cu Geoffrey Tooth, care va deveni al doilea soț al nepoatei lui Vasili, Prințesa Xenia Andreevna. Prințesa Natalia provenea dintr-o veche famile aristocrată rusă, nobila familie Golitsin. Tatăl ei, Prințul Alexandru Golitsin, fiul guvernatorului Moscovei, era doctor de țară. Mama ei aparținea familiei Liubov. Prințesa Natalia a scăpat din Rusia revoluționară împreună cu familia ei în 1920 prin Siberia în China. În 1927 ei s-au mutat în Statele Unite. Pentru un timp, ea a urmat o carieră artistică, jucând n mici piese de teatru și în filme mute.
Prințul Vasili a întâlnit-o pe Prințesa Natalia în 1931, căsătorindu-se cu ea cîteva luni mai târziu. Cuplul s-a mutat în California de Nord în 1934. Au trăit pentru restul vieții lor într-o casă la 30 km sud de  San Francisco. Prințul Vasili și Natalia au avut o fiică:
- Prințesa Marina Romanov (n. 22 mai 1940); s-a căsătorit la Woodside, California la 8 ianuarie 1967 cu William Beadleston (n. 1938), un negustor de artă. Ei au avut patru copii [11] și au divorțat.

În 1980, Prințul Vasili a fost numit președinte al Asociației familiei Romanov, ca succesor al fratelui său, Prințul Dmitri Alexandrovici. A rămas președinte până la moartea sa, la vârsta de 81 de ani.